# Szent Péter esernyője (film, 1958)
A Szent Péter esernyője Mikszáth Kálmán azonos című regényéből 1958-ban készült magyar-csehszlovák játékfilm.

## Cselekmény
|  | Alább a cselekmény részletei következnek! |

A történet 1873-ban Besztercebányán kezdődik. Az utcán veszekedik Gregorics Pál két testvérével, akik pénzt akarnak kicsikarni tőle, azonban nem hajlandó adni. Feldúlt állapotban érkezik haza, a ház udvarában rosszul lesz, s nemsokára meghal. Temetése után a közjegyzőnél gyűlnek össze testvérei, s rokonai, akik arra számítanak, hogy hagyott rájuk valamit Gregorics Pál. Csalódniuk kell azonban, mert semmit sem kapnak. Vagyonát nem a rokonaira hagyta, hanem egyetlen fiára Wibra Gyurira, aki házasságon kívül született. A rokonok nem akarnak belenyugodni, hogy egyetlen fillért sem kaptak, ezért elhatározzák, hogy megszerzik a bútorokat és egyéb berendezési tárgyakat az árvaszéki árverésen. Egymásra licitálva veszik meg a bútorokat, majd fejszével szétverik, abban bízva, hogy biztosan valamelyik bútordarab rejti az őket megillető pénzt. Semmit nem találnak. Észre sem veszik, hogy az utolsó tárgyat, egy piros esernyőt, egy öreg zsibárus zsidó vesz meg egyetlen forintért. 
Glogován folytatódik a cselekmény. Új plébános érkezik a szegény faluba, Bélyi János. Alighogy beköltözik, szülőfalujából megérkezik Billeghi uram. Elmondja a papnak, hogy édesanyja meghalt, s egy kosárban odaadja a kis Veronikát, a plébános kishúgát, akiről neki kell tovább gondoskodnia. Amíg a pap elmegy a templomba, hogy imádkozzon, elered az eső. Ekkor érkezik a szakállas vén zsibárus a faluba, meglátja az őrizetlenül hagyott kislányt a kosárban, s a piros esernyőt a kosár fölé teszi, majd továbbáll. A falu lakói között futótűzként terjed a hír, hogy maga Szent Péter tette a kosár fölé az esernyőt, hogy megvédje a kislányt. Az esernyőből ereklye lesz, amely egymás után teszi a csodákat.
Évek múlva Veronika és Wibra Gyuri is felnőttek lesznek. Gyuriból ügyvéd lesz, s elindul megkeresni az apja örökségét. Az értékpapírokat apja a piros esernyő nyelébe rejtette el, s Gyuri elhatározza, hogy megkeresi az esernyőt. Az út során találkozik Veronikával...
|  | Itt a vége a cselekmény részletezésének! |

## Szereplők
- Törőcsik Mari – Bélyi Veronika (Veronka)
- Pécsi Sándor – Bélyi János, plébános
- Karol Machata (magyar hangja: Pálos György) – Wibra Gyuri
- Rajz János – Gregorics Pál
- Samuel Adamcik – Müncz Jónás, a fehér zsidó (zsibárus)
- Egri István – Sztolarik, közjegyző
- Psota Irén – Madame Kriszbay, francia nevelőnő
- Mádi Szabó Gábor – Mravucsán úr, Bábaszék polgármestere
- Fónay Márta – Mravucsánné
- Somogyi Nusi – Münczné
- Csala Zsuzsa – Srankóné, glogovai gazdasszony
- Márkus László – A polgármester rokona
- Karol L. Zachar (magyar hangja: Pethes Sándor) – Szent Péter (és Pattantyús bácsi)

### További szereplők
Egri László, Ivan Richard, Jan Bzdúch, Olga Adamciková, Ondrej Jariabek, Jan Klimo, Martin Tapak, Téri Árpád, Sármási Miklós, Peéry Piri, Beta Ponicanová, Eugen Senaj, Orsolya Erzsi, Margitai Ági, Adam Matejka, Dusan Blaskovic, Mária Hájková, Madaras Vilma, Seres Erzsi, Ivan Lichard, Erika Markoviciva, Alojz Kramár, Bozena Slabejová, Moór Marianna, Margita Zemlová, Gejza Slamen, Jozef Hanúsek, Magyari Tibor, Lea Juricková, Ondrej Mojzis, Arnost Garlaty, Irma Bárdyová, Lubo Roman, Nórika Marákyová.